# آرامگاه هکاتومنوس

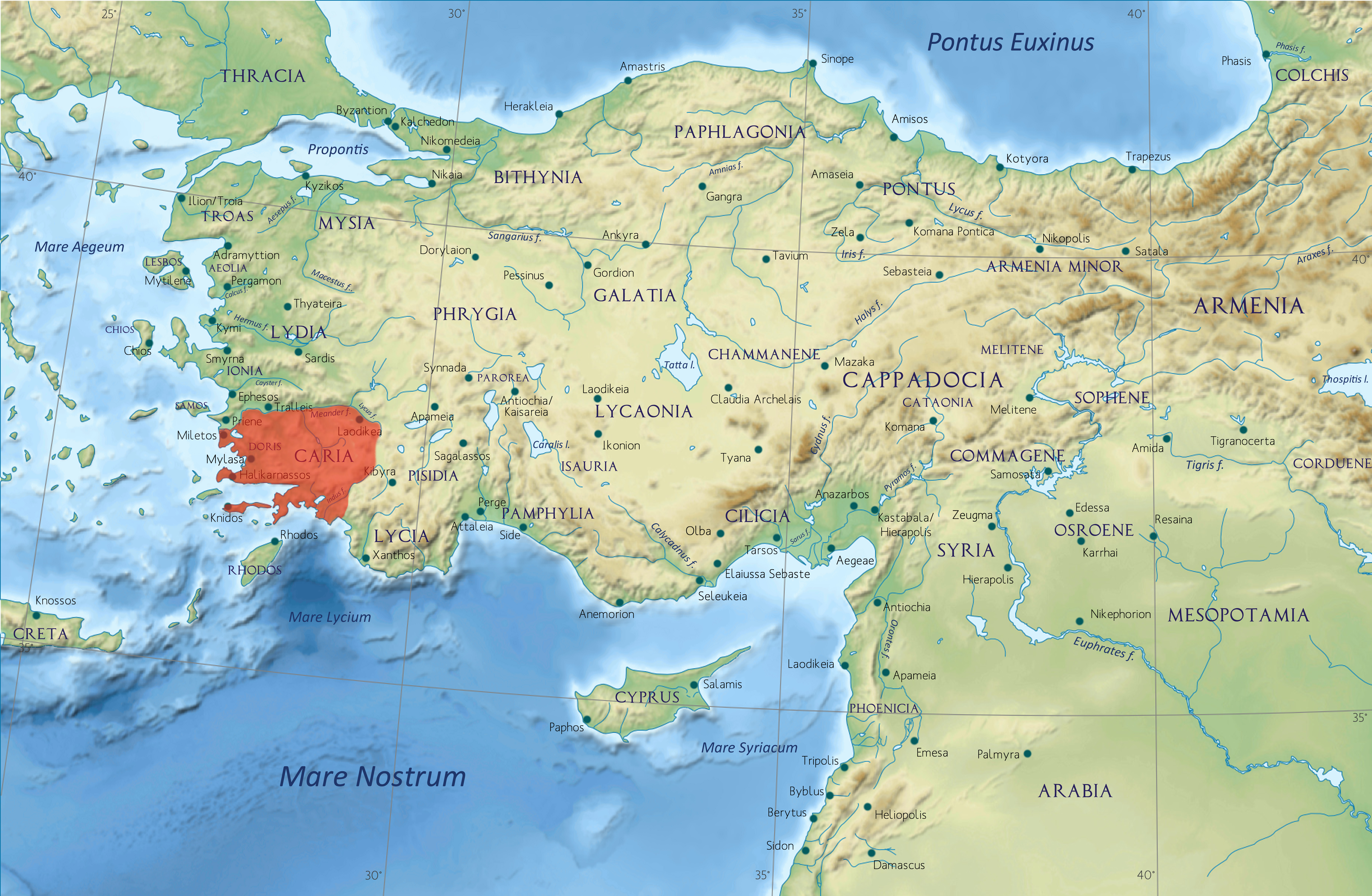
نقشه کاریه در آسیای صغیر

آرامگاه هکاتومنوس (انگلیسی: Hecatomnus' Tomb) یا هکاتومنس (زبان یونانی: Ἑκατόμνος، زبان کاریایی: 𐊴𐊭𐊪𐊵𐊫 k̂tmno به‌معنای «فرزند یا نواده»(?)) در منطقه حصارباشی میلاس، یکی از مهم‌ترین شهرهای منطقه کاریه در جنوب غربی آناتولی در ترکیه امروزی واقع شده است. این مقبره در سال ۲۰۱۲ به فهرست موقت میراث جهانی یونسکو اضافه شد.

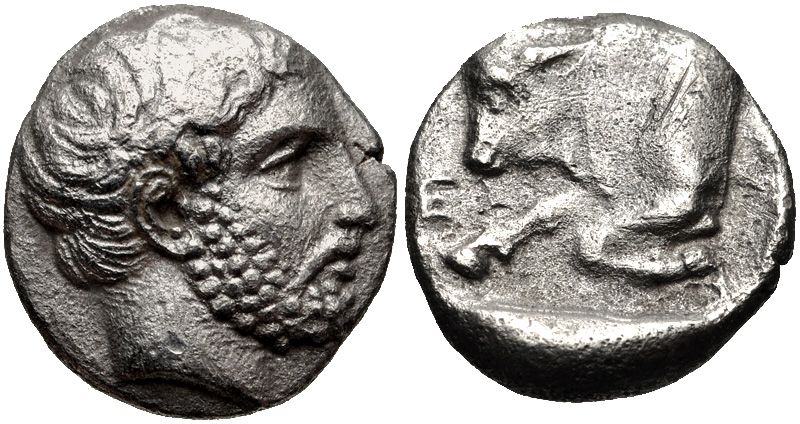
تصویر هکاتومنوس بر روی سکه

## زندگی‌نامه هکاتومنوس
هکاتومنوس فرمانروای محلی شهر باستانی میلاس (نام امروزی میلتوس) در منطقه کاریه بود. شاه ایران، اردشیر دوم (شاهنشاه هخامنشی), در حدود ح. ۳۹۲ پ. م. او را به مقام ساتراپ (والی) بخشی از امپراتوری هخامنشی منصوب کرد. او به همراه آتوفراداتس، ساتراپ لیدیه، مأمور مقابله با ائواگوراس، رهبر شورشی که کنترل قبرس را تهدید می‌کرد، شد، اما آن‌ها در نبرد دریایی شکست خوردند.
هکاتومنوس حاکم میلتوس، یکی از بزرگ‌ترین شهرهای آسیای صغیر با فرهنگ یونانی، شد. او به فرهنگ یونانی علاقه داشت و کوچک‌ترین پسر خود را به آتن فرستاد، اما فرهنگ کاریایی را نیز در منطقه تحت حاکمیتش حفظ کرد. او در سکه‌های خود از تصاویر شخصیت‌های آیینی کاریه، مانند لابرائوندا، استفاده کرد که زیارتگاه آن در لابرائوندا قرار داشت.
پس از مرگ هکاتومنوس، پسر بزرگ او، ماسول، به‌عنوان ساتراپ کاریه جانشین او شد.

## ویژگی‌های مقبره
مقبره هکاتومنوس شامل دیوار محوطه (تمِنوس)، ستون مناندروس (ساختاری از دوره اوگوستوس)، سکوی پایه، حجره‌های باقی‌مانده از آرامگاه، و گور سنگی است.
این مقبره، مقدمه‌ای برای آرامگاه هالیکارناسوس، یکی از عجایب هفت‌گانه جهان باستان، بود و احتمال داده می‌شود که دست‌کم بخشی از آن به ابتکار پسرش، ماسول، ساخته شده باشد.
مقبره هکاتومنوس یکی از مهم‌ترین آثار فرهنگی دوران باستان به‌شمار می‌آید و نمادی از آیین بزرگداشت مردگان محسوب می‌شود. این آرامگاه با سطح بالایی از طراحی معماری، مجسمه‌سازی و نقاشی دیواری، جایگاه ویژه‌ای در تاریخ هنر دارد. نقش برجسته معروف به «فرِز هکاتومنوس»، تنها نمونه باقی‌مانده از این مقیاس و کیفیت در آناتولی کلاسیک و هلنیستی است.